# Zodion flavostriatum
Zodion flavostriatum är en tvåvingeart som beskrevs av Camras 1953. Zodion flavostriatum ingår i släktet Zodion och familjen stekelflugor. Inga underarter finns listade i Catalogue of Life.